# プラットフォームビジネス
プラットフォームビジネス（英語: platform business）とは、個人や企業などのプレイヤーが参加することではじめて価値を持ち、また参加者が増えれば増えるほど価値が増幅する、主にIT企業が展開するインターネットサービスのことである。代表例として、GAFAMと呼ばれる米国グーグル、アップル、フェイスブック、マイクロソフト、アマゾン、あるいはBATと呼ばれる中国バイドゥ（百度）、アリババ（阿里巴巴）、テンセント（騰訊）が挙げられる。

## 概要
2014年、ノーベル経済学賞受賞者ジャン・ティロールがプラットフォームの競争についてディスカッションペーパーを出し、プラットフォーム理論は発展してきた。それ以前も新聞・TV広告やゲーム、不動産仲介、金融マーケットなど、プラットフォーム型のマッチングビジネスは多数存在していたが、デジタル化の進展とともにプラットフォームが担う産業範囲・規模・ステークホルダーが拡大してきており、顧客の意思決定に及ぼす影響がかつてないほどに大きくなっている。また経済界のトップに君臨するプラットフォームは増加の一途を辿っており、フォーブス誌によると、2015年に最も価値の高かったブランドの3社、さらには上位20社ブランドのうち11がプラットフォーム企業である。
プラットフォームビジネスの特徴は、従来型産業の主流であるバリューチェーン構造と比較するとより明確になる。
プラットフォーム
- 補完製品の製造を他社に任せる
- 補完製品の品質管理が必要
- 補完製品を作るプレイヤーの参加促進

バリューチェーン
- 補完製品を他社に頼らない
- 取引業者の選抜を行い、自社への貢献を求める
- 自社と取引業者で完結する体制

例えば、ゲーム機を作る任天堂は、ソフトもすべて自前で作るという選択も可能である。しかし実際は、他社を補完プレイヤーとして巻き込み、プラットフォームとして成長する選択肢を取っている。

## 4類型
プラットフォームビジネスは自社と顧客の2者間で完結するビジネスではなく、プラットフォームとしての自社、需要者、供給者といった3者以上が関係者として存在することが大きな特徴である。プラットフォーマーの主なカテゴリーとして、4つのタイプが存在する。どのタイプのプラットフォームにおいても重要となるのは供給者・需要者による「ネットワーク効果」であり、プラットフォーマーはいかにして利用者を増やすかに注力する。

### 仲介型
商品やサービスの提供を受けたい顧客と、提供を行いたいサプライヤーをそれぞれネットワーク化してつなぐ「仲介者の役割」を担う。収益源はマッチングの手数料となるケースが多い。代表例は移動したい乗客と自動車を有効活用したい運転者・保有者をマッチングするライドシェアサービスのウーバーや、宿泊したい顧客と遊休施設・住宅など宿泊場所の提供者をマッチングする民泊のエアビーアンドビーなどである。

### オープンOS型
多様なサービスのOSとして機能し、他社アプリケーションを含むサービスを提供するプラットフォーム。収益源は個別アプリケーション収益からのレベニューシェア（収益手数料）や、利用者からのOS使用料などが挙げられる。代表例はアプリ内課金に対する販売手数料を徴収するApple「App Store」や、クラウドサービスについて従量制料金をとるアマゾン「AWS」などである。

### ソリューション提供型
特定分野に特化し、他社（供給者）の需要者に対するビジネス活動をデジタルツール提供により支援するプラットフォーム。収益源は個別サービス提供に対する対価や、月額契約などでの定額課金などが挙げられる。店舗の決済機能を担う決済プラットフォームや、ファナック・トヨタなど多くの日本企業が展開している車両や生産設備を介したIoTプラットフォームがその代表例である。

### コミュニケーション・コンテンツ型
コンテンツの蓄積により利用ユーザーが集まり、利用価値が高まっていくプラットフォーム。コンテンツはネットフリックスにおけるテレビ局などのようにプロ製作者が提供するケースもあれば、SNS・動画投稿サイトのようにユーザー自身のコミュニケーションや投稿によるものもある。収益源は、広告収入や有料版の月額課金などである。

## 収益設計
プラットフォームビジネスは、需要者、供給者、その他パートナーといった複数のステークホルダーの相互関係のもとで展開されるビジネスである。必ずしも需要者から収益を得るモデルとは限らず、戦略的な収益源の設計が重要となる。プラットフォーマーの主な収益スキームとして、5つのタイプが存在する。プラットフォームビジネスは必ずしもサービスのユーザー（需要者）から収益を得る必要はない。収益設計する際には、誰が最も資金を持っていて、プラットフォーマーから得られる便益に対価を支払う財力があるかを見極めることが重要である。

### 手数料課金モデル
プラットフォームの収益源として最も一般的な方法。自社マーケットプレイス上で提供される他社アプリケーションの売上手数料や、自社プラットフォーム上で成立したマッチング手数料など様々な形態が存在する。

### 月額課金モデル
サービスの利用により定額課金する形態。

### 従量課金モデル
サービスの利用状況に応じて課金する形態。

### 付帯事業売上モデル
プラットフォームビジネスはデータの蓄積、ビジネスエコシステムの形成などを含め、マネタイズまでに時間を要することが多い。事業を継続するためには、マネタイズまでの収益源を確保する必要があり、プラットフォームに付随する周辺領域でのマネタイズが必要不可欠。

### フリーミアムモデル
必要なハードウェア・機器などを無料で提供し、プラットフォームサービスもしくは、生産物を通じて回収するモデル。導入ハードルを下げて広く浸透させることにより、プラットフォームとしてのエコシステムを強固にするとともに、別途設計する収益源で回収する形態。

## リスク

### プレイヤーの不祥事がプラットフォーマーの不祥事になる
プラットフォームに参加したプレイヤーが不祥事を起こした場合、プラットフォームを提供したプラットフォーマーに問題があったとして悪評が拡がる可能性がある。たとえば、ライドシェア運転手による暴行事件が起こってしまうと安心・安全を求めるユーザーの離反を招く。そのため事業者は成長段階において、むやみに量を追うのではなく、サプライヤーの質の担保が重要である。実例として、シンガポールのグラブはドライバーと直接面談を行うなど、サプライヤーの質の担保に気を配っている。

### 生活を左右するほどの影響力を持つ
2010年に北アフリカのチェニジアで起きた「ジャスミン革命」や、2014年に香港で起きた「雨傘革命」は、若者を中心としSNSやメッセージアプリを通じて広がったとされる。こうした政権を揺るがすような革命も、スマートフォンが普及しユーザー同士のメッセージや写真交換などが簡単に行えるコミュニケーションプラットフォームがなければ起こることはなかったと考えられる。

### 政府の規制が入る可能性がある
行政指導や独占禁止法の適用などの規制により、一人勝ちメカニズムが抑制される場合がある。